# Doomsday device

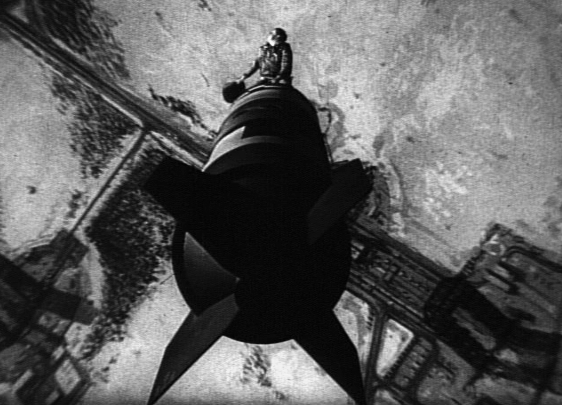
Majoor T.J. Kong berijdt een atoombom in rodeostijl in de film Dr. Strangelove en activeert daarmee een doomsday device

Een doomsday device (in het Nederlands: doemdagwapen) is een hypothetisch apparaat waarmee het einde van de wereld bewerkstelligd kan worden. Doorgaans wordt dit voorgesteld als een wapen of een verzameling van wapens die in staat is/zijn om alle leven op de wereld uit te roeien of de Aarde zelf te vernietigen.
Het idee achter een doomsday device is om de vijand af te schrikken zodat die niet durft aan te vallen in de wetenschap om zelf ook vernietigd te worden, volgens het principe van mutual assured destruction.
Doomsday devices komen vaak voor in klassieke sciencefictionverhalen. Een bekend voorbeeld van een doomsday device in fictie is het gelijknamige wapen in Dr. Strangelove or: How I Learned to Stop Worrying and Love the Bomb.
Een werkelijk bestaand wapensysteem dat als een doomsday device kan worden beschouwd is het Dead Hand (ook wel Perimeter) systeem waarover de Sovjets tijdens de Koude oorlog konden beschikken, en dat de Russen nu nog steeds in hun arsenaal hebben, wat hun een second strike-capaciteit garandeert die ervoor kan zorgen dat hun kernraketten automatisch gelanceerd worden wanneer er een nucleaire explosie op hun grondgebied wordt gedetecteerd.

## Fictieve doomsday devices
- Het doomsday device uit de film Dr. Strangelove or: How I Learned to Stop Worrying and Love the Bomb, bestaande uit 50 kobalt-thorium G-bommen (ontworpen om veel fall-out te geven)
- De Alpha-Omega bom uit de film Beneath the Planet of the Apes
- Het straalwapen uit de film The Pink Panther Strikes Again
- Het doomsday device uit de aflevering Doomsday is Tomorrow van de televisieserie De Vrouw van Zes Miljoen
- De Death Star uit Star Wars: Episode IV: A New Hope en Star Wars: Episode VI: Return of the Jedi
- De World Devastator, een wereldvernietigingsmachine uit de Star Wars Dark Empire stripreeks
- Starkiller Base uit Star Wars: Episode VII: The Force Awakens
- De Xyston-class Star Destroyer uit Star Wars: Episode IX: The Rise of Skywalker
- De Doomsday Machine uit de Star Trek: The Original Series aflevering The Doomsday Machine